# 마리클레르 레스투
마리클레르 레스투(프랑스어: Marie-Claire Restoux, 1968년 11월 4일~)는 프랑스의 유도 선수로 1996년 하계 올림픽에서 여자 하프라이트급 금메달을 획득했다.